# ㅇ
ㅇ是朝鲜语谚文中的一个辅音字母，名称为“이응”。
在今日的朝鲜语中，ㅇ的初声和终声的实际发音不同。在初声时为修饰符号，不发音。在终声时读软颚鼻音/ŋ/，类似于汉语中的后鼻韵。
在训民正音发明的时候，“ㅇ”属初声中的喉音，当时的初声读作浊声门擦音/ɦ/。/ŋ/则用另一个与其外观相似的谚文字母ㆁ来表记。在16世纪末期，朝鲜语发生音韵变化，/ɦ/这一音韵消失，作为初声的/ŋ/也脱落消失，形成不发音的状况。此后的朝鲜王朝时期，ㅇ和ㆁ这两个字母混淆使用。1933年，日本殖民政府颁布《朝鮮語綴字法統一案》，废除了字母ㆁ，统一使用字母ㅇ，并沿用至今。
ㅇ在馬-賴轉寫和文观部式中，作初声时不转写，作终声时转写为ng。
ㅇ在朝鲜语盲文中，作初声时不表记，作终声时表记为。其摩尔斯电码为“－・－”。

## 字符编码
| 種類                | 種類         | 用途 | Unicode | HTML     |
| ------------------- | ------------ | ---- | ------- | -------- |
| 諺文相容字母        | 諺文相容字母 | ㅇ   | U+3147  | &#12615; |
| 諺文字母 應用       | 初聲         |      | U+110B  | &#4363;  |
| 諺文字母 應用       | 終聲         |      | U+11BC  | &#4540;  |
| 漢陽私人 使用區應用 | 初聲         |      | U+F7D9  | &#63449; |
| 漢陽私人 使用區應用 | 終聲         |      | U+F86B  | &#63704; |
| 半形字母            | 半形字母     | ﾷ    | U+FFB7  | &#65463; |